# Wild Rice River (Minnesota)
Der Wild Rice River ist ein rechter Nebenfluss des Red River of the North im Nordwesten des US-Bundesstaates Minnesota. Er ist 257 km lang. Über den Red River, Lake Winnipeg und den Nelson River ist er Teil des Einzugsgebietes der Hudson Bay. Er ist einer von zwei Zuflüssen des Red River of the North mit diesem Namen; der andere ist der Wild Rice River in North Dakota.

## Verlauf
Der Wild Rice River entspringt im Mud Lake im Clearwater County und folgt einem im Allgemeinen westlichen Kurs durch die Countys Mahnomen und Norman, durch die White Earth Indian Reservation und passiert die Städte Mahnomen, Twin Valley und Hendrum und etwa südlich von Ada, wo das nahegelegene Quellgebiet des Marsh River bei Hochwasser manchmal ein Zufluss des Red River wird. In seinem Unterlauf durch das Red River Valley sind Abschnitte seines Laufes begradigt und kanalisiert.

## Zuflüsse
Die größten Zuflüsse des Wild Rice River sind White Earth River, der in der Nähe von Mahnomen mündet und South Branch Wild Rice River mit der Mündung im Unterlauf im Norman County (die Quelle liegt bei Ogema im Nordwesten des Becker County und der Fluss fließt stets nach Westen durch die Countys Clay und Norman und passiert die Stadt Ulen).